# Сеа, Урбано
Урбано Сеа Райналь (исп. Urbano Zea Raynal; 30 января 1969, Сьюдад-Хуарес, Чиуауа — 6 апреля 2018, Майами, Флорида) — мексиканский пловец, специалист по плаванию баттерфляем и вольным стилем. Выступал за сборную Мексики по плаванию в 1980-х годах, победитель и призёр мексиканских национальных первенств, рекордсмен страны, участник летних Олимпийских игр в Сеуле.

## Биография
Урбано Сеа родился 30 января 1969 года в городе Сьюдад-Хуарес штата Чиуауа, Мексика. Сын известного мексиканского баскетболиста Урбано Сеа старшего, участника Олимпийских игр 1960 года в Риме.
Серьёзно заниматься плаванием начал в раннем детстве, проходил подготовку в плавательном клубе Juarez Campestre Club, специализируясь в основном на плавании баттерфляем и вольным стилем. Был очень успешен на юниорском уровне, становился чемпионом и рекордсменом страны на дистанциях 50, 100 и 200 метров вольным стилем, выигрывал национальное первенство в эстафетах 4 × 100 и 4 × 200 метров.
Впоследствии вошёл в основной состав мексиканской национальной сборной, принимал участие в международных соревнованиях в Пуэрто-Рико, Кубе, США.
Пиком его спортивной карьеры стал сезон 1988 года, когда благодаря череде удачных выступлений он удостоился права защищать честь страны на летних Олимпийских играх в Сеуле. Стартовал здесь сразу в четырёх разных дисциплинах: плавании на 50 метров вольным стилем, эстафете 4 × 100 метров вольным стилем, плавании на 100 метров баттерфляем, комплексной эстафете 4 × 100 метров — показал в этих дисциплинах 45, 13, 40 и 20 результаты соответственно.
После сеульской Олимпиады за свои спортивные успехи Сеа получил полную стипендию в Университете Нью-Мексико. Проживая в США, состоял в университетской плавательной команде UNM Lobos и активно принимал участие в различных студенческих соревнованиях.
Умер от сердечного приступа 6 апреля 2018 года в Майами, штат Флорида, в возрасте 49 лет.